# José Agraz Solans
José Agraz Solans nació el 14 de noviembre de 1909 en La Habana, Cuba. Desde 1945 y hasta 1959 fue director y fundador. Revista Fotos de La Habana. A partir de 1965 fue fotógrafo y fundador del Periódico Granma. Falleció en julio de 1982. 

## Exposiciones colectivas
Entre las exposiciones colectivas más importantes en que participó están: 
- En 1959 "Cuba: una e indivisible. Temas de interés humano sobre integración racial" Museo Nacional de Bellas Artes, La Habana.
- En 1987 SICOF’87 y Sezione Culturale, Palazzo Cisi, Milán, ITALIA

## Premios
En 1971 y 1972 obtuvo importantes reconocimientos: 
- El Premio Mergenthaler, de EE. UU.
- El Premio. I y II Salón Nacional de Fotografía “26 de julio”, de la Unión de Periodistas de Cuba (UPEC),

- Datos: Q5937330